# 克里斯托夫·揚克爾
克里斯托夫·揚克爾（德語：Christoph Janker；1985年2月14日—）是一位德國足球運動員。在場上的位置是後衛。他現在效力於德國足球甲級聯賽球隊奧格斯堡。他之前效力於柏林赫塔。